# 黄佐华
黄佐华，中华人民共和国教育部第六批“长江学者”特聘教授，担任动力工程多相流国家重点实验室副主任，发表论文数百篇，曾取得国家自然科学二等奖等奖项，享受政府特殊津贴。